# Chearoco
Chearoco é uma montanha da Bolívia, situada no departamento de La Paz, pertence à cadeia montanhosa dos Andes.